# Iowa (volk)
De Iowa of Ioway (endoniem: Báxoǰe) zijn een indiaans volk dat in het verleden in het gebied van de huidige Amerikaanse staat Iowa leefde, die naar hen vernoemd is. Ze spraken een dialect van Chiwere, een taal van de Siouxtaalfamilie. Cultureel gezien worden ze tot de prairie-indianen gerekend.
In het verleden behoorden de Iowa net als de andere Chiwere-sprekende volken (de Otoe en Missouri) tot de Ho-Chunk in Wisconsin. Op zeker moment splitsten zij zich van hen af en trokken naar het zuidwesten. Deze splitsing tussen Ho-Chunk en de sprekers van Chiwere wordt vaak omstreeks 1500 gedateerd, en was mogelijk een gevolg van de expansie van de Ojibwe, Potawatomi en Ottawa naar het westen. De Iowa vestigden zich bij de rivier de Missouri in het latere Iowa, waar ze leefden van een combinatie van landbouw en jacht. Ze stonden in de jaren 1820-1840 in een aantal verdragen hun land af aan de Verenigde Staten en werden verplaatst naar een reservaat op de grens van Kansas en Nebraska. Een deel van de Iowa weigerde zich op het reservaat te vestigen en trok naar Missouri, waar ze echter al snel weer uitgedreven werden door blanke kolonisatie. In 1883 werd er voor hen een nieuw reservaat gevestigd in Oklahoma. De Kiowa daar zijn federaal erkend als de Iowa Tribe of Oklahoma, terwijl de andere Iowa de Ioway Tribe of Kansas and Nebraska vormen, eveneens federaal erkend.